# Маяк (Костанайская область)
Маяк (каз. Маяк) — село в Сарыкольском районе Костанайской области Казахстана. Административный центр и единственный населённый пункт Маякского сельского округа. Код КАТО — 396249100.

## Население
В 1999 году население села составляло 1409 человек (687 мужчин и 722 женщины). По данным переписи 2009 года, в селе проживали 954 человека (485 мужчин и 469 женщин).